# Kulturhaus Sankt Gilgen

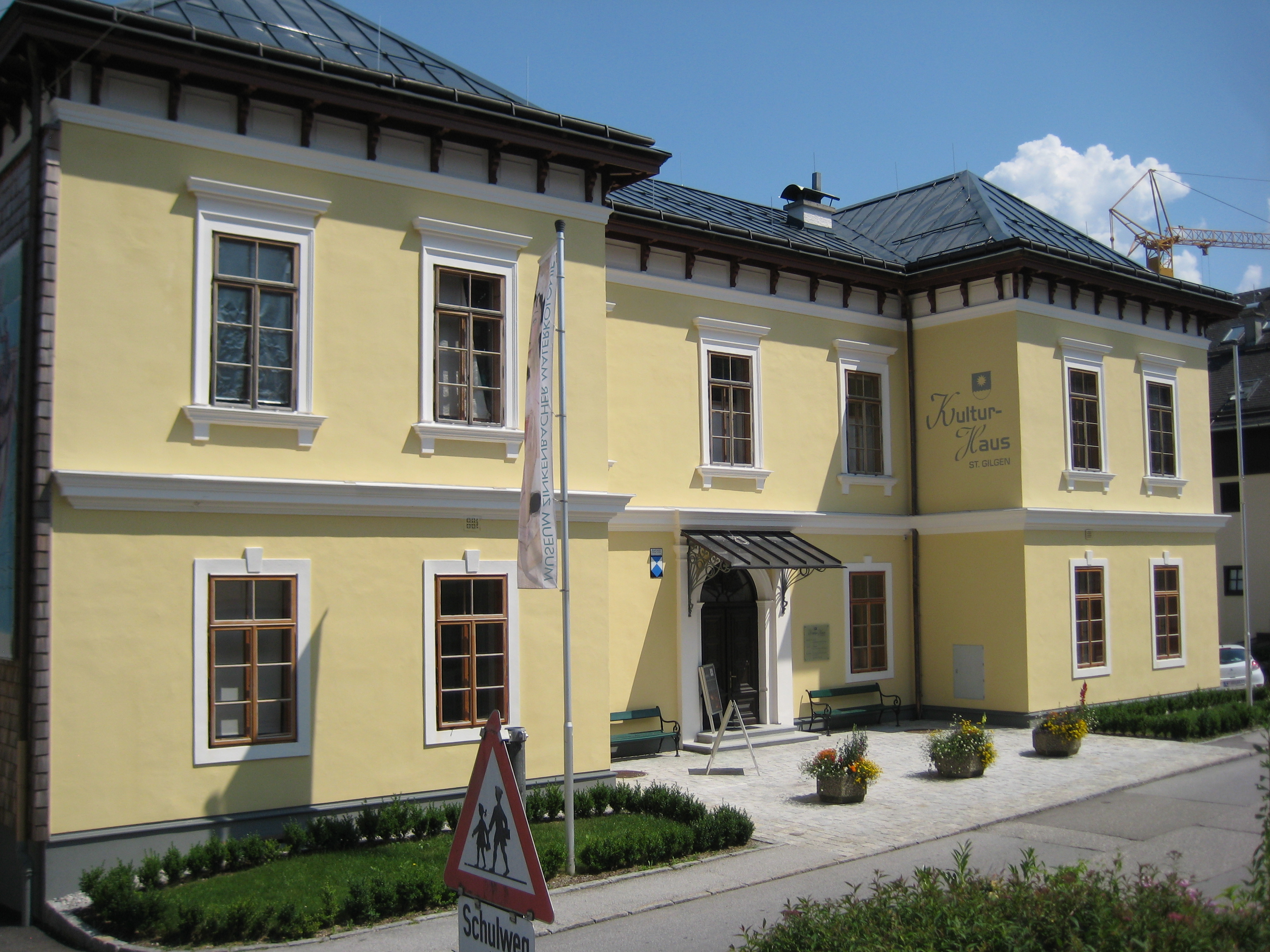
Hauptfront der ehemaligen Volksschule (2013)

Das Kulturhaus Sankt Gilgen als Gebäude einer ehemaligen Volksschule ist ein Kulturzentrum in der Gemeinde Sankt Gilgen im Bezirk Salzburg-Umgebung und steht unter Denkmalschutz.
Die im 18. Jahrhundert errichtete Volksschule wurde 1965 als Schule aus der Nutzung genommen. Das Gebäude wurde in Teilabschnitten saniert, wobei der Charakter des alten Bauwerkes erhalten wurde.
- Im Erdgeschoß richtete die Gemeinde ein Musikinstrumentenmuseum und Unterrichtsräume für das Musikschulwerk ein.
- Im 1. Stock befindet sich das Museum des Museumsvereins Zinkenbacher Malerkolonie.
- Im ausgebauten Dachgeschoß ist das Archiv der Gemeinde.